# Даёшь радио!
«Даёшь радио!» — советский короткометражный художественный фильм, дебютная работа режиссёра Сергея Юткевича. Фильм не сохранился.

## Сюжет
Эксцентрическая комедия, пропагандирующая радиофикацию.

## В ролях
- Борис Пославский
- Пётр Репнин
- Федька Шпунт

## Съёмочная группа
- Авторы сценария: Стефан Грюнберг, Сергей Юткевич
- Режиссёры: Стефан Грюнберг, Сергей Юткевич
- Оператор: Альберт Кюн
- Художник: Сергей Юткевич